# Cetireni, Ungheni
Cetireni este un sat din raionul Ungheni, Republica Moldova.
Localitatea este așezată pe creasta unui deal cu o altitudine de 275 m, la 13 km sud-est de orașul Ungheni. Este despărțit de localitatea Unțești de o fântână. Cea mai apropiată gară este la Ungheni. Până la Chișinău este o distanță de 120 km.

## Istorie
Lângă Cetireni s-au păstrat 4 movile funerare, care i-au prădat în vechime de avere pe băștinași. Dar au avut și ei pierderi umane, căci și-au înmormântat ortacii în aceste movile.
Satul actual își trage obârșia încă din perioada domniei lui Ștefan cel Mare, fiind atestat într-un suret din 5 august 1480 (Costăchescu M. Documente moldovenești de la Ștefan cel Mare. Iași, 1993). Îl mai întâlnim într-o carte domnească din 21 iunie 1522, într-un hrisov din 6 mai 1591, când Stan Vătav, Toader Păharnic și Pîrvu pitar au fost impuși să plătească amendă pentru o faptă dezmățată – uciseră în Cetireni. un om. La 26 noiembrie 1643 „Toma ot Cetîreani” apare martor într-un act de vînzare, când Iorga cămărașul cumpără moșia Ungheni. La 1 iunie 1671 Duca Vodă întărește hotarele moșiilor Unțești și Săbieni, printre martori fiind „Pahomi și Toader ot Cetîreni”. În anul 1772 Cetirenii au fost înregistrați împreună cu cătunul Rezina, având 64 de călărași, care serveau drept poștă. Biserica din lemn din Cetireni a fost construită în 1789, cea din piatră – în 1858.
Recensământul din 1817 a fixat în Cetireni, sat răzeșesc din ocolul Braniștei, 2 mori, 2 iazuri, 25 de vii și 30 de livezi, o pădurice, 81 de capi de familie, 11 burlaci, 4 văduve, 2 preoți.
În 1885 la Biserica Sfântul Nicolae făcea slujbă preotul Grigore Călugăreanu în vârstă de 48 de ani, care avea soție și 4 copii. Al doilea preot, Ioan Popovici, avea 44 de ani, soție și 2 copii. Această moșie răzeșească din ținutul Iași, număra 149 de familii țărănești, cel mai bătrân om în localitate era Năstas Gorincioi, de 97 de ani.
Constantin Scarlat la 2 ianuarie 1845 făcu un demers la guvernatorul Basarabiei, cerând să i se recunoască titlul de nobil, deoarece moștenea titlul de nobil, din 19 mai 1783 de la tatăl său, Ioniță Scarlat. Recensământul din 1859 găsi în satul răzeșesc Cetireni 246 de case cu 1126 de locuitori. În 1865 pe lângă biserică a fost înființată o școală parohială. În 1875 Cetireni din volostea Ungheni cuprindea 353 de ogrăzi, în care trăiau 840 de bărbați și 829 de femei. În 1894 se deschide o școală de alfabetizare și un cor bisericesc. Preotul Mihail Iavorschi în 1900 a primit mulțumire de la Mitropolie pentru sârguință.
Cetireni, sat mare în jud. Bălți, ne informează Dicționarul geografic al Basarabiei, editat în 1904 la București. Face parte din volostea Ungheni. Are 290 case, cu o populație de 14123 suflete de răzeși, cari posedă 1740 des. pământ. Împrejurul satului sunt vii, grădini cu pomi, mori de vânt”. (Pag. 53).
La 30 aprilie 1906 vine din Florițoaia în Cetireni un alai, care însoțea Icoana Făcătoare de Minuni de la Mănăstirea Hîrbovăț.
Școala medie a fost construită în 1951, e frecventă de 450 de elevi.
Printre oamenii merituoși, născuți în această localitate, sunt Tudor Popovici, directorul Institutului de Pomicultură, Gheorghe Cucu, președintele Camerei de Comerț și industrie a R. Moldova, Gheorghe Gorincioi, șef de secție la ambasada R. Moldova, Tudor Alcaz, doctor în științe la Universitatea Tehnică din Moldova.
Din Cetireni vine scriitorul Vasile Vasilache (născut 4 iulie 1926), colonelul Vasile Dumitraș (născut la 8 octombrie 1950), medic generalist, șef de catedră de medicină militară și extremală a Universității de Stat de Medicină și Farmacie „N. Testemițeanu”, jurnalistul Vlad Pascaru, a activat în calitate de redactor la Teleradio Moldova.
Originar din Cetireni mai e și interpretul de muzică populară, Nicolae Paliț. În melodia sa, De la Cernăuți la vale sunt imagini din localitate.
Satul mai are și un ansamblu, Ciutura. Ludmila Curmei, pasionată de artă și frumos. Originară de aici e și Galina Popovici, culegătoare de folclor. În memoria ei se desfășoară și un festival cu același nume.
O istorie aparte are fosta școală primară din Cetireni, numită de localnici „Școala roșie”. Construită în anul 1912, din cărămidă, a fost un centru de cultură și educație. Aici a învățat, apoi a și activat în calitate de profesor scriitorul Vasile Vasilache.

## Administrație și politică
Componența Consiliului local Cetireni (11 consilieri), ales la 5 noiembrie 2023, este următoarea:
|  | Partid                                        | Consilieri | Componență | Componență | Componență | Componență |
|  | --------------------------------------------- | ---------- | ---------- | ---------- | ---------- | ---------- |
|  | Partidul Acțiune și Solidaritate              | 4          |            |            |            |            |
|  | Partidul Socialiștilor din Republica Moldova  | 3          |            |            |            |            |
|  | Platforma Demnitate și Adevăr                 | 2          |            |            |            |            |
|  | Partidul Democrația Acasă                     | 1          |            |            |            |            |
|  | Partidul Dezvoltării și Consolidării Moldovei | 1          |            |            |            |            |